# Ґарікула
Ґарікула (груз. გარიყულა) — село в Грузії.
За даними перепису населення 2014 року в селі проживає 435 осіб.